# Azerbaijanfilm
Azerbaijanfilm (àzeri: Azərbaycanfilm) és la companyia de producció de cinema estatal de l'Azerbaidjan i els principals estudis de cinema del país. Va ser creat a Bakú el 1920 com un departament de fotografia i cinema del Comissariat del Poble de la República Socialista Soviètica de l'Azerbaidjan i el 1923 va ser renombrado com "Oficina de Foto-Cine de l'Azerbaidjan" (AFKI).
Va passar per diversos canvis de nom, incloent Azdovletkino (1926-1930), Azkino (1930-1933), Azfilm (1933), Azdovletkinosenaye (1934), Azerfilm (1935-1940), i Estudi de Cinema de Bakú (1941-1959), abans d'adoptar el seu nom actual en 1960 com estudi de cinema Azerbaijanfilm Jafar Jabbarly. Actualment, Azerbaijanfilm és propietat del Ministeri de Cultura i Turisme de l'Azerbaidjan.
En els estudis es van filmar i produir diverses de les grans produccions del període soviètic de l'Azerbaidjan, com Arşın mal alan (1965), İstintaq (1979) o Qorxma, mən səninləyəm (1981).